# Bakovčica
Bakovčica je prigradsko naselje Grada Koprivnice u Koprivničko-križevačkoj županiji. Prema popisu stanovništva 2011., naselje ima 321 stanovnika.

## Stanovništvo
| broj stanovnika | 273   | 300   | 316   | 362   | 411   | 444   | 440   | 557   | 509   | 517   | 535   | 446   | 398   | 337   | 337   | 321   | 295   |
|                 | 1857. | 1869. | 1880. | 1890. | 1900. | 1910. | 1921. | 1931. | 1948. | 1953. | 1961. | 1971. | 1981. | 1991. | 2001. | 2011. | 2021. |

## Promet
Sjeveroistočno od grada prolazi državna cesta D2.

## Poznate osobe
- Mirko Grahovac, hrvatski pravnik i političar